# Esteban Bedoya
Esteban Bedoya Hundesdoerffer (Iquique, 3 de agosto de 1901-Santiago, 18 de noviembre de 1959) fue un médico cirujano y político democrático chileno. Hijo de Antonio Bedoya y María Hundesdoerffer, contrajo matrimonio con Isaura Espinoza Herrera.

## Actividades profesionales
Estudió en el Seminario de Santiago. Fue luego a la Facultad de Medicina de la Universidad de Chile, donde se graduó de médico cirujano (930), con una tesis titulada “Sinpáticotomia perifocal en las úlceras tróficas de las piernas”.
Ejerció su profesión en la capital, como médico del Hospital San Juan de Dios y fue ayudante en el Hospital San Luis. Se especializó en dermatología y enfermedades venéreas.
Fue médico de los gremios de la locomoción colectiva.

## Actividades políticas
Militante del Partido Democrático desde 1936.
Elegido diputado por el 1.er. Distrito Metropolitano: Santiago (1945-1949), por sentencia del Tribunal Calificador de Elecciones, en reemplazo de Manuel Cabezón Díaz que fue alejado del cargo. Participó de la comisión permanente de Economía y Comercio.